# Désoxycytidine
La désoxycytidine est une molécule organique composée d'une base pyrimidique et d'un désoxyribose lié par une liaison β-N1-glycosidique. La base pyrimidique est de formule 2-oxy-4-amino-pyrimidine (ou cytosine) et le désoxyribose est un sucre de type pentose fermé (furanose) avec un carbone 2 ayant perdu sa fonction alcool (OH). La désoxycytidine est un nucléoside qui entre dans la composition des acides nucléiques et permet le codage génétique.